# Phacodes triangulum
Phacodes triangulum là một loài bọ cánh cứng trong họ Cerambycidae.